# Михайлопільська сільська рада
Михайлопільська сільська́ ра́да — колишня адміністративно-територіальна одиниця та орган місцевого самоврядування в Іванівському районі Одеської області. Адміністративний центр — село Михайлопіль.

## Загальні відомості
Михайлопільська сільська рада була утворена в 1953 році.
- Територія ради: 57,64 км²
- Населення ради: 774 особи (станом на 2001 рік)
- Територією ради протікає річка Великий Куяльник

## Населені пункти
Сільській раді були підпорядковані населені пункти:
- с. Михайлопіль
- с. Козлове
- с. Марціянове

## Населення
Згідно з переписом 1989 року населення сільської ради становило 771 особа, з яких 345 чоловіків та 426 жінок.
За переписом населення 2001 року в сільській раді мешкала 771 особа.

### Мова
Розподіл населення за рідною мовою за даними перепису 2001 року:
| Мова       | Відсоток |
| ---------- | -------- |
| українська | 95,35 %  |
| російська  | 3,88 %   |
| молдовська | 0,78 %   |

## Склад ради
Рада складається з 16 депутатів та голови.
- Голова ради: Гольдман Володимир Абрамович
- Секретар ради: Серженюк Людмила Миколаївна

### Керівний склад попередніх скликань
| Прізвище, ім'я, по батькові  | Основні відомості                                                         | Дата обрання          | Дата звільнення       |
| ---------------------------- | ------------------------------------------------------------------------- | --------------------- | --------------------- |
| Гольдман Володимир Абрамович | Сільський голова, 1949 року народження, освіта вища, член Народної партії | 26.03.2006            | 31.10.2010            |
| Гольдман Володимир Абрамович | Сільський голова, 1949 року народження, освіта вища, член Партії регіонів | 31.10.2010 25.10.2015 | 25.10.2015 18.12.2016 |

Примітка: таблиця складена за даними сайту Верховної Ради України

### Депутати
За результатами місцевих виборів 2010 року депутатами ради стали:

#### За суб'єктами висування
| Суб'єкт висування           | Кількість обраних депутатів | %    |
| --------------------------- | --------------------------- | ---- |
| Партія регіонів             | 13                          | 81,3 |
| Комуністична партія України | 2                           | 12,5 |
| Самовисування               | 1                           | 6,3  |

#### За округами
| № округу                    | Прізвище, ім'я, по батькові      | Дата визнання обраним | Освіта  | Партійна приналежність            | Відомості про обраного депутата                 |
| --------------------------- | -------------------------------- | --------------------- | ------- | --------------------------------- | ----------------------------------------------- |
| Комуністична партія України |                                  |                       |         |                                   |                                                 |
| 4                           | Дерус Сергій Іванович            | 01.11.2010            | вища    | член Комуністичної партії України | пенсіонер                                       |
| 16                          | Тимряков Віктор Тимофійович      | 01.11.2010            | середня | член Комуністичної партії України | пенсіонер                                       |
| Партія регіонів             |                                  |                       |         |                                   |                                                 |
| 1                           | Коваченко Любов Казимирівна      | 01.11.2010            | середня | член Партії регіонів              | ОСН «Куяльник», керівник                        |
| 2                           | Груньковська Олена Олександрівна | 01.11.2010            | середня | член Партії регіонів              | дитячий садок, помічник вихователя              |
| 3                           | Шевчук Олена Леонидівна          | 01.11.2010            | вища    | член Партії регіонів              | ПСП «Україна», головний бухгалтер               |
| 5                           | Запорожець Наталя Михайлівна     | 01.11.2010            | середня | член Партії регіонів              | ПСП «Україна», бухгалтер                        |
| 6                           | Гнатюк Тамара Сидорівна          | 01.11.2010            | вища    | член Партії регіонів              | Михайлопільська загальноосвітня школа, вчитель  |
| 7                           | Майданюк Любов Степанівна        | 01.11.2010            | вища    | член Партії регіонів              | Михайлопільська загальноосвітня школа, директор |
| 9                           | Бурдейна Надія Іванівна          | 01.11.2010            | вища    | член Партії регіонів              | Михайлопільська загальноосвітня школа, вчитель  |
| 10                          | Столяр Євгенія Олександрівна     | 01.11.2010            | вища    | член Партії регіонів              | сільська рада, головний бухгалтер               |
| 11                          | Музика Сергій Васильович         | 01.11.2010            | середня | член Партії регіонів              | ПСП «Україна», головний агроном                 |
| 12                          | Серженюк Людмила Миколаївна      | 01.11.2010            | вища    | член Партії регіонів              | сільська рада, секретар                         |
| 13                          | Столяр Володимир Якович          | 01.11.2010            | середня | член Партії регіонів              | ПСП «Україна», головний інженер                 |
| 14                          | Щербина Наталія Іванівна         | 01.11.2010            | середня | позапартійна                      | магазин «Орхідея», продавець                    |
| 15                          | Гуменюк Галина Федорівна         | 01.11.2010            | середня | член Партії регіонів              | ПСП «Україна», завідувачка ферми                |
| Самовисування               |                                  |                       |         |                                   |                                                 |
| 8                           | Щербина Галина Михайлівна        | 01.11.2010            | середня | позапартійна                      | магазин «Орхідея», продавець                    |